# Yamaha V-Max 1200
Yamaha V-Max 1200 je motocykl japonského výrobce motocyklů Yamaha, kategorie musclebike.

## Historie
V roce 1984 byl v Kalifornii žijící anglický návrhář John Reed kontaktován společností Yamaha, aby pro ni navrhl motocykl. Cílem bylo vytvořit něco výstředního, něco, co tu ještě nikdy nebylo, něco za čím se každý otočí, specifický typ. Velký motor a dvě kola a přitom zachovat vše potřebné. Výsledkem byl "brutální svalovec" s motorem převzatým z Yamahy XVZ Venture, jehož výkon byl zvýšen až na 140 koní. Výroba modelu Yamaha V-Max 1200 byla zahájena v roce 1985 a na trhu byl v podstatě beze změn až do roku 2007.

## Technické parametry (model 1999)

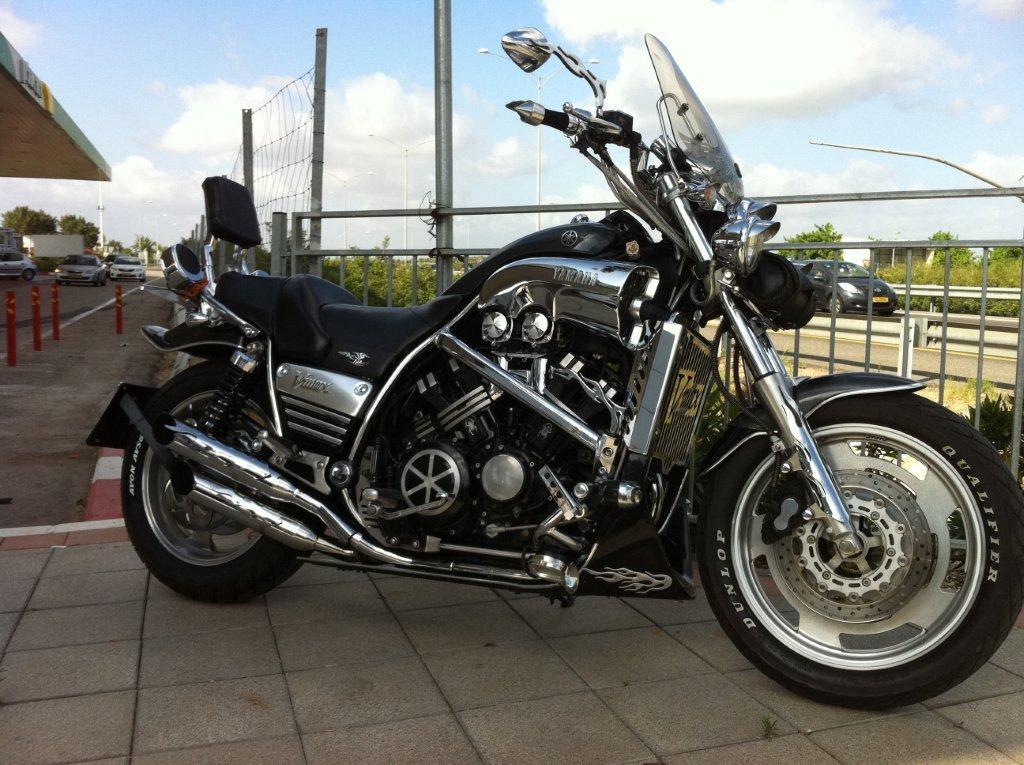
Yamaha V-Max model 1999

- Rám: dvojitý kolébkový rám z ocelových trubek
- Pohotovostní hmotnost: 280 kg
- Druh kol: litá
- Nejvyšší rychlost: 213 km/h
- Spotřeba paliva: